# Casa Levi Morenos

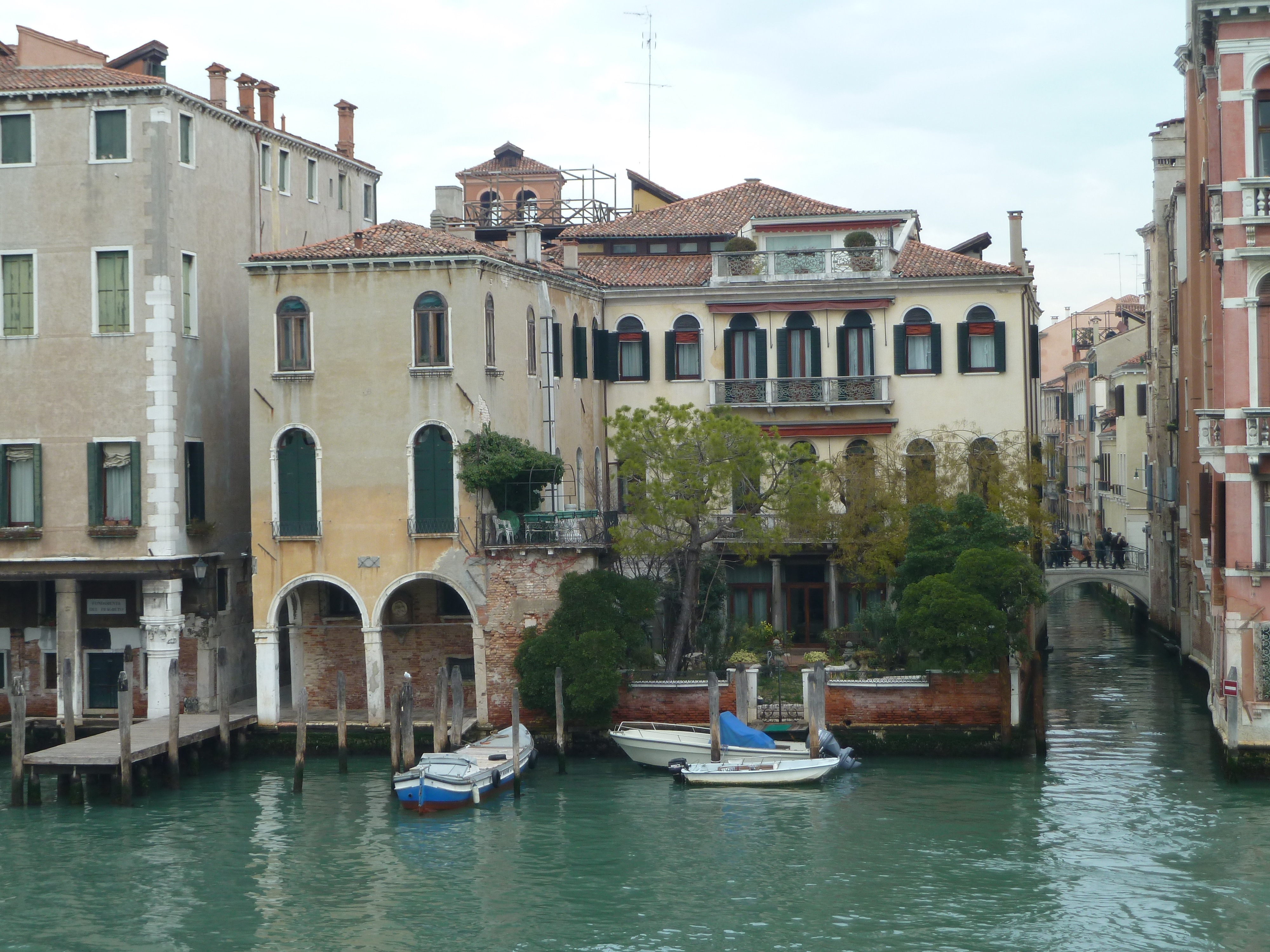
Casa Levi Morenos

Casa Levi Morenos ist ein Palast in Venedig in der italienischen Region Venetien. Er liegt im Sestiere Cannaregio mit Blick auf den Canal Grande zwischen dem Palazzo Contarini Pisani und dem Palazzo Fontana Rezzonico.
Er stammt aus dem 16. Jahrhundert.

## Beschreibung
Der dreistöckige Palast in L-Form liegt an der Einmündung des Rio San Felice in den Canal Grande. Vor dem Palast, zum Canal Grande und zum Rio San Felice hin, liegt ein kleiner Garten.
An der Hauptgartenfassade zum Canal Grande hin sind beide Hauptgeschosse mit je sieben einzelnen Rundbogenfenstern versehen, vor denen im ersten Obergeschoss liegt ein Balkon, ebenso vor den drei mittleren im zweiten Obergeschoss. Im Dachgeschoss liegt über den mittleren drei Fenstern des zweiten Obergeschosses eine große Dachgaube späteren Datums mit einem rechteckigen Fenster in der Mitte, flankiert von zwei runden Fenstern. Vor der Dachgaube liegt ein Balkon. Das Erdgeschoss ist mit sieben rechteckigen Fenstern oder Türen bis zum Boden versehen.
Die Gartenfassade des anderen Schenkels des L ist eine Fortsetzung der Hauptgartenfassade, allerdings mit nur fünf Einzelfenstern pro Stockwerk. Der Balkon im ersten Obergeschoss setzt sich auf diese Fassade fort; das zweite Obergeschoss hat keinen Balkon. Die Fassade dieses Schenkels des L zum Canal Grande hat pro Hauptgeschoss zwei einzelne Rundbogenfenster; im Erdgeschoss liegen zwei große Rundbögen zu einer kleinen Vorhalle, die nur durch eine Säule getrennt sind.